# BSG ZAB Dessau
BSG ZAB Dessau war eine Betriebssportgemeinschaft in Dessau. Sie wurde besonders durch ihre Handballsektion bekannt, die in der DDR-Oberliga spielte. 

## Geschichte
Als Ersatz für den 1945 aufgelösten Dessauer SV 98 wurde im Juli desselben Jahres inoffiziell die Sportgruppe Ziebigk gegründet. Aus ihr entstand 1946 die SG Dessau-West. Im Jahr 1949 wurde die Sportgemeinschaft in die Betriebssportgemeinschaft Stahl Polysius Dessau umgegründet. Als Trägerbetrieb fungierte die Dessauer Maschinenfabrik Polysius. 1953 musste die BSG in Angleichung an die übergeordnete Sportvereinigung Motor den Namen BSG Motor Polysius annehmen. Nachdem die bisherige GmbH Polysius in den VEB Zementanlagenbau umgewandelt worden war, nahm die BSG zunächst 1958 den Namen BSG ZEMAG an, der zum 1. Januar 1959 in BSG ZAB abgeändert wurde. Nach der Wende wurde mit den Dessauer SV ZAB ein neuer Verein gegründet, der die Sektionen der BSG ZAB Dessau übernahm.

## Handball

### Frauen

#### Feldhandball
Die Feldhandballmannschaft der Frauen der BSG Polysius qualifizierte sich für die 1954 erstmals ausgetragene zweigleisigen Frauen-Oberliga und belegte in der Staffel II den vierten Platz. Weil ab 1956 die DDR-Oberliga im Kalenderjahr ausgespielt wurde, fand im Jahr 1955 ein Pokal als Übergangsrunde statt. Im Viertelfinale trafen die Frauen aus Dessau auswärts auf die BSG Fortschritt Neugersdorf. Durch einen Sieg qualifizierten sie sich für das Halbfinale und unterlagen dort dem späteren Pokalgewinner SC Fortschritt Weißenfels. Nachdem sie in der Spielzeit 1956 und 1957 jeweils den dritten Platz belegten, verpassten sie in der Spielzeit 1958 mit den zweiten Platz hinter der BSG Lokomotive Rangsdorf den Spiel um die DDR-Meisterschaft. Sowohl in der Saison 1959 und 1960 belegten die Frauen aus Dessau dritten Platz. Bis zur letzten DDR-Liga-Spielzeit im Feldhandball in der Saison 1966 konnten die Dessauerinnen die Liga halten.

#### Hallenhandball
Neben der Feldhandballmannschaft verfügte die Betriebssportgemeinschaft über eine Hallenhandballmannschaft. Zur Saison 1959/60 stiegen sie in die DDR-Liga auf und verpassten als zweiter hinter dem BSG Lokomotive Rangsdorf knapp den Sieg in der Staffel II. Bis zur Saison 1963/64 hielten sie die Klasse. In der Saison 1963/64 konnte man sich für die neue DDR-Oberliga qualifizieren. Diese Qualifikation verpassten sie mit den neunten Platz und mussten weiterhin in der DDR-Liga antreten. Die Handballerinnen konnten sich auch bis zur Wiedervereinigung nie für die DDR-Oberliga qualifizieren. In der Saison 1969/70 steigen die Dessauerinnen sogar aus der DDR-Liga ab.

### Männer

#### Feldhandball
Als BSG Motor Nordwest Dessau gewannen die Feldhandballspieler aus Dessau in der Spielzeit 1952/53 die Staffel III der DDR-Liga und sicherten sich den Aufstieg in die DDR-Oberliga. In der Saison 1953/54 spielten sie in der DDR-Oberliga unter den Namen BSG Motor Polysius Dessau und sicherten den Klassenerhalt als Siebter. Als Vorletzter sicherten sie sich auch in der darauffolgenden Saison den Oberligaverbleib. Weil ab 1956 die DDR-Oberliga im Kalenderjahr ausgespielt wurde, fand im Jahr 1955 ein Pokal als Übergangsrunde statt. Im Achtelfinale trafen sie auswärts auf die BSG Lok Südost Magdeburg und schieden durch eine Niederlage aus den Pokal aus. Nachdem die Feldhandballer zwischen 1956 und 1958 den Abstieg verhindern konnten, beendeten sie die Saison 1959 als Letzter und stiegen ab. In der Spielzeit 1961 gewannen sie die Staffel I der DDR-Liga und stiegen in die DDR-Oberliga auf. Als Siebtplatzierter hielten die Dessauer die Klasse und sie konnten auch 1963 und 1964. Nach der Spielzeit 1965 wurde die DDR-Oberliga auf eine Staffel reduziert und mit ihren siebten Platz konnte sich die Mannschaft aus Dessau nicht für die DDR-Oberliga qualifizieren und musste in die DDR-Liga absteigen.

#### Hallenhandball
Erstmals qualifizierte sich die Hallenhandball-Mannschaft der BSG in der Saison 1964/65 für die DDR-Oberliga als Sieger der Staffel Nord der DDR-Liga. Mit einem achten Platz erreichte die Mannschaft am Ende der Spielzeit 1965/66 die Klasse. In der Übergangsrunde 1966 belegte die Mannschaft aus Dessau den sechsten Platz. Nachdem man in der Saison 1966/67 erneut als Achter knapp die Klasse hielt, stieg man in der Spielzeit 1967/68 als Vorletzter gemeinsam mit der BSG Chemie Premnitz aus der DDR-Oberliga ab. Ohne einen Punktverlust gewannen die Dessauer die Staffel Süd der DDR-Liga 1968/69 und stiegen direkt wieder in die DDR-Oberliga auf. In der Saison 1969/70 wurden sie erneut Vorletzter und mussten in einer Auf- und Abstiegsrunde gegen die BSG Chemie Premnitz, die BSG Post Schwerin und die BSG Lokomotive Dresden. Gemeinsam mit der Mannschaft aus Dresden verpasste man die erneute Qualifikation für die DDR-Oberliga. In der Spielzeit 1970/71 traten sie in der Staffel Nord der DDR-Liga an und gewannen diese ohne Punktverlust. Gemeinsam mit der BSG Motor Eisenach qualifizierten sie sich für die DDR-Oberliga. Dort belegten sie den vorletzten Platz und konnten in der Auf- und Abstiegsrunde den Klassenerhalt sichern. In der darauffolgenden Saison wurden sie sogar Tabellenletzter mit nur zwei Siegen und einen Unentschieden. Trotzdem konnten sie die Klasse halten. Erstmals in der Saison 1975/76 musste die Mannschaft aus Dessau als Sechster nicht in die Auf- und Abstiegsrunde. Durch jeweils einen achten Platz hielten sie in den beiden darauffolgenden Spielzeiten die Klasse. In der Spielzeit 1978/79 wurden die Dessauer Letzter und mussten in die DDR-Liga absteigen. Erneut konnte die Mannschaft sich in der Saison 1982/83 durch den Gewinn der Staffel Nord der DDR-Liga für die höchste Spielklasse qualifizieren. Mit jeweils nur zwei Siegen und Unentschieden stieg die BSG direkt wieder ab. Erst in der Spielzeit 1989/90 konnten die Dessauer erneut die Nord-Staffel der DDR-Liga gewinnen und aufsteigen. In der Saison 1990/91 spielte der Nachfolgeverein Dessauer SV ZAB in der höchsten Liga.
1950 gehörte der Abwehrspieler der BSG Polysius Fabysiak zum Kader der DDR-Auswahl, die mehrere internationale Wettkämpfe bestritt.

## Fußball
1949 wurde in der Fußballspielbetrieb in der Sowjetischen Besatzungszone neu organisiert. Als höchste Spielklasse wurde die Fußball-Liga des Deutschen Sportausschusses (später DDR-Oberliga) eingerichtet, sodass die bereits bestehenden Landesklassen zweitklassig wurden. In Sachsen-Anhalt bestand unter der Landesklasse die Bezirksklasse bestehend aus mehreren Staffeln als dritte Liga. In der Staffel Mitte 1 befand sich die BSG Polysius Dessau. Dort verblieb sie bis 1955, war aber schon seit der Saison 1950/51 durch Einführung der neuen zweitklassigen DDR-Liga nur noch viertklassig. 1955 gelang der Aufstieg in die Bezirksliga Halle, die aber durch die Einrichtung der II. DDR-Liga zur 4. Liga wurde. In der Saison 1958 (Kalenderjahr-Spielzeit) traten die Dessauer als BSG ZEMAG an, 1959 unter der Bezeichnung BSG ZAB. Im selben Jahr stieg Dessau aus der Bezirksliga ab ohne noch einmal dorthin zurückzukehren. 1989 zog die BSG ZAB ihre Fußballmannschaft aus der Bezirksklasse zurück.